# Borovnice, České Budějovice
Borovnice là một làng thuộc huyện České Budějovice, vùng Jihočeský, Cộng hòa Séc.